# Ena Lucía Portela

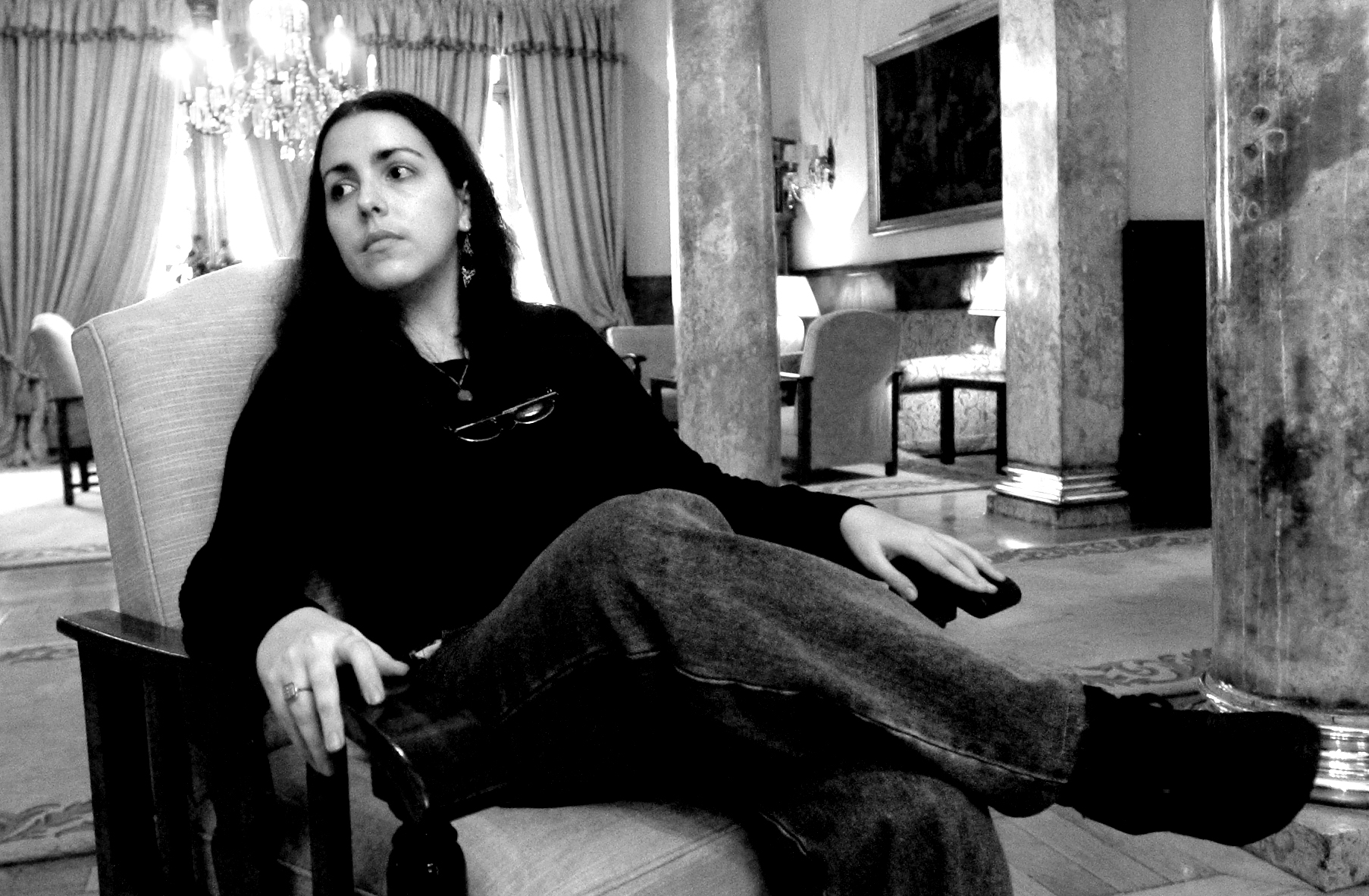
Ena Lucía Portela (2004)

Ena Lucía Portela (ur. 19 grudnia 1972 w Hawanie) – kubańska pisarka i eseistka. 
Ukończyła studia na uniwersytecie w Hawanie. Jako pisarka debiutowała opublikowaną w 1999 powieścią El pájaro: pincel y tinta china. Opowiadanie El viejo, el asesino y yo zostało w tym samym roku uhonorowane Nagrodą im. Juana Rulfo. W następnych latach opublikowała szereg powieście (niektóre również na Kubie), w tym przetłumaczoną także na polski książkę Cien botellas en una pared z 2002. Akcja Stu butelek na ścianie rozgrywa się w latach 90. XX wieku, w pogrążonej w głębokim kryzysie gospodarczym Hawanie. Jej narratorką jest młoda kobieta opowiadająca o życiu swoim i ekscentrycznych przyjaciółek. Oprócz prozy Ena Lucía Portela jest autorką tekstów eseistycznych oraz krytycznych publikowanych na Kubie i w innych krajach.

## Twórczość
- El pájaro: pincel y tinta china (powieść, 1999)
- Una extraña entre las piedras (opowiadania, 1999)
- El viejo, el asesino y yo (opowiadanie, 2000)
- La sombra del caminante (powieść, 2001)
- Sto butelek na ścianie (Cien botellas en una pared, powieść, 2002)
- Djuna y Daniel (powieść, 2008)